# Joseph Sidney Yorke
Joseph Sidney Yorke, född 1768, död 5 maj 1831, då han drunknade vid sin yacht på Hamble River, var en engelsk viceamiral och parlamentsledamot.
Joseph Sidney Yorke var son till Hon. Charles Yorke och Agneta Johnston.
Yorke gifte sig första gången 1798 med Elizabeth Weake Rattray (d. 1812) , dotter till James Rattray of Atherston. och gifte sig andra gången 1813 med Lady Urania Anne Paulet (1767-1843), dotter till George Paulett, markis av Winchester.

## Barn
- Charles Philip Yorke, 4:e earl av Hardwicke, amiral (1799-1873) , gift med Hon. Susan Liddell (1810-1886)
- Agneta Elizabeth Yorke (d. 1851) , gift med Robert Cooper Lee Bevan
- Hon. Henry Reginald Yorke (1803-1871) , gift med Flora Elizabeth Campbell (d. 1852)
- Hon. Eliot Thomas Yorke (1805-1885) , gift med Emily Anne Millicent Radcliffe (d. 1894)
- Hon. Granthan Munton Yorke, Reverend (1809-1879) , gift med Marian Emily Montgomery (d. 1895)